# Andrés Fernández de Castro
Andrés Fernández de Castro (Galicia, p. m. siglo XIII - abril de 1265), ricohombre, señor de Lemos y Sarria, pertiguero mayor de Santiago y adelantado mayor de Galicia. 

## Vida
Era hijo de Fernando Gutiérrez de Castro y su primera esposa Milia Íñiguez de Mendoza, quien a su vez era hija del magnate castellano Íñigo López de Mendoza. Participó en la reconquista de Sevilla (1247-1248) como «caballero de mesnada», según figura en el repartimiento posterior por el que recibió, en el término de Aznalfarache, «cien arançadas e veinte yugadas en Ruxuxena Harat Aljena, a que puso el Rey nombre Campesina».
Su nombre y persona, en calidad de fiador, aparece en un carta real de enero de 1253, por la cual Alfonso X el Sabio revocó a Munio Ferrández de Rodero el cargo de merino mayor «que tovo del rey don Ferrando».
Andrés fue señor de Lemos y Sarria, pertiguero mayor de la Tierra de Santiago entre 1250 y 1255 y luego, por nombramiento de Alfonso X, adelantado mayor de Galicia, cargo que se lo ve ocupando en diciembre del año 1260. Además, César Olivera Serrano lo considera el responsable indirecto de la fundación de la «puebla» de Monterrey.
Su muerte parece tener origen en la «sinraçón» de Rodrigo Alfonso, «hijo de ganancia del rey don Alonso de León», y debe datarse entre el mes de abril de 1265, fecha en la cual aparece confirmando un decreto como «indeantado in Gallecia», y principios de mayo, cuando en el protocolo final de otro diploma se constata la frase «endeantado in Gallecia vacante domno Andrea Fernandi».

## Matrimonio y descendencia
En la bibliografía genealógica actual ha pasado desapercibida esta cuestión. No obstante, según el Livro de Linhagens (1340) del conde de Barcelos, Andrés Fernández de Castro contrajo matrimonio con «Mécia Rodrigues Girâo, filha de [D.] Rui Gonçalves [Girâo]», o sea, Mencía Rodríguez Girón. Con ella tuvo dos hijas:
- Milia Andrés de Castro, que se casó con Martín Gil de Riba de Vizela —hijo de su Gil Martins de Riba de Vizela, ricohombre en tiempos de Alfonso III de Portugal y Dionisio I de Portugal, y tuvo a Martín Gil, II conde de Barcelos, y María Anes de Riba de Vizela, casada con Pedro Ponce de León[6] (quien fue señor de Cangas, Tineo y de la Puebla de Asturias, mayordomo mayor del rey Fernando IV de Castilla, adelantado mayor de la frontera de Andalucía y adelantado mayor de Galicia.
- María Andrés de Castro, que se casó con Juan Fernández Cabellos de Oro, nieto de Alfonso IX de León, merino mayor de Galicia durante el reinado de Alfonso X y adelantado mayor de la Frontera de Andalucía y mayordomo mayor ya en tiempos de Sancho IV. No hubo descendencia de esta unión.[6]